# The Boy in Blue
Pour plus de détails, voir Fiche technique et Distribution.
The Boy in Blue ou La Race des champions au Québec est un film canadien réalisé par Charles Jarrott, sorti en 1986.

## Synopsis
Ce film retrace une partie de la carrière de Ned Hanlan, célèbre rameur canadien du XIXe siècle qui fut le premier à utiliser un siège mobile monté sur chariot coulissant dans des rails permettant ainsi d'augmenter l'amplitude du coup d'aviron et de se servir de la poussée des jambes.
Ce faisant la pratique de la discipline sportive de l'aviron rentra ainsi dans une phase « moderne ».
Ce film, bien qu'étant évidemment romancé, colle assez près à la vérité historique[réf. nécessaire].

## Fiche technique
- Titre original : The Boy in Blue
- Titre québécois : La Race des champions
- Réalisation : Charles Jarrott
- Scénario : Douglas Bowie
- Direction artistique : William Beeton
- Décors : William Beeton
- Costumes : John Hay
- Photographie : Pierre Mignot
- Montage : Rit Wallis
- Musique : Roger Webb
- Production : John Kemeny
  - Production déléguée : Steven North
  - Production associée : Paulo De Oliveira
- Société(s) de production : Canadian Broadcasting Corporation, Regatta Productions, Téléfilm Canada
- Société(s) de distribution : Twentieth Century Fox Film Corporation
- Budget : 
  - 7 716 000 $CAN[1]
- Pays d'origine :  Canada
- Année : 1986
- Langue originale : anglais
- Format : couleur – 35 mm – 1,85:1 – mono
- Genre : drame, biographie, sport
- Durée : 100 minutes
- Dates de sortie : 
  - Canada / États-Unis : 17 janvier 1986

## Distribution
- Nicolas Cage (VF : Daniel Russo) : Ned Hanlan
- Cynthia Dale (VF : Maïk Darah) : Margaret
- Christopher Plummer : Knox
- David Naughton : Bill
- Sean Sullivan : Walter
- Melody Anderson : Dulcie
- James B. Douglas : Collins
- Walter Massey : Mayor
- Austin Willis : Bainbridge
- Philip Craig : Kinnear
- Robert McCormick : Trickett
- Tim Weber : Cooney
- Geordie Johnson : Andrew Bothwell

## Distinctions

### Nominations
- Prix Génie 1986 :
  - Meilleur acteur dans un second rôle pour Sean Sullivan
  - Meilleure direction artistique pour William Beeton
  - Meilleur son pour Don White, David Appleby, Dan Latour